# Anthony Hilton
Anthony JW Hilton (né le 4 avril 1941) est un mathématicien britannique spécialisé dans la combinatoire et la théorie des graphes. Il est professeur émérite de mathématiques combinatoires à l'Université de Reading et chercheur professoral au Queen Mary College de l'Université de Londres.

## Biographie
De 1951 à 1959, il fréquente la Bedford School à Bedford, Bedfordshire. De là, il fréquente l'Université de Reading, où il obtient un baccalauréat en 1963 et un doctorat en 1967. Sa thèse est intitulée "Representation Theorems for Integers and Real Numbers" sous la direction de David E. Daykin.
Une grande partie de son travail est réalisée dans les techniques pionnières de la théorie des graphes. Il découvre de nombreux résultats impliquant des carrés latins, notamment, qui stipule que "si {\displaystyle n-1} cellules d'un {\displaystyle n\times n} matrice sont préassignées sans élément répété dans aucune ligne ou colonne, puis le reste {\displaystyle n^{2}-n+1} les cellules peuvent être remplies de manière à produire un carré latin." Un autre résultat remarquable indique qu'étant donné un k - graphe régulier avec {\displaystyle 2n} sommets, si Échec de l’analyse (SVG (MathML peut être activé via une extension du navigateur) : réponse non valide(« Math extension cannot connect to Restbase. ») du serveur « http://localhost:6011/fr.wikipedia.org/v1/ » :): {\displaystyle  k \geq 12n/7}
 alors il est 1-factorisable .
En 1998, il reçoit la médaille Euler pour "une carrière distinguée dans le travail qu'il a produit, les personnes qu'il a formées et son leadership dans le développement de la combinatoire en Grande-Bretagne". Parmi les résultats spécifiques cités figurent la création de deux nouvelles techniques pour résoudre des problèmes de longue date. Grâce à l'utilisation de colorations d'arêtes dans le contexte de l'incorporation de graphes, il a établi la conjecture d'Evan  et la conjecture de Lindner. Grâce à l'utilisation d'amalgamations de graphes, il a montré de nombreux résultats, notamment une méthode d'énumération des décompositions hamiltoniennes ainsi qu'une conjecture sur l'intégration de systèmes triples partiels.